# Romphaire de Coutances
Saint Romphaire de Coutances (VIe siècle - VIIe siècle), évêque de Coutances, il est célébré le 18 novembre.

## Biographie
De son vivant, il s'appelait en réalité Romachaire, en latin Romacharius, qui procède de l'anthroponyme d'origine germanique Rumakar, Rumachar. C'est seulement longtemps après sa mort que son nom subit vers le Xe siècle, une mutation phonétique. Celle-ci est liée à l'attraction paronymique du nom de personne anglo-scandinave Romfari, particulièrement fréquent dans le nord de l'Angleterre au Moyen Âge, ou directement de sa version norroise primitive Rúmfari. Il signifie littéralement « celui qui fait le voyage à Rome ». 
« Il [Romacharius] a grandement honoré le sacerdoce de Dieu » a écrit de lui son contemporain Venance Fortunat, évêque de Poitiers. En effet Romachaire - ou Romphaire - fut ordonné prêtre par saint Lô, auquel il succéda en 566 sur le siège épiscopal de Coutances jusqu'en 600, après avoir été curé de Barfleur. 
Il n'hésita pas à se déplacer jusqu'à Jersey, qui faisait alors partie de son diocèse, pour rendre visite à l'archevêque de Rouen, saint Prétextat, exilé dans l'île par le pouvoir royal. Et il a eu le courage de présider ses obsèques, lorsque, sur l'ordre de la reine Frédégonde, l'archevêque fut assassiné dans sa cathédrale en 587. Grégoire de Tours évoque cet évènement dans l’Histoire des Francs, livre VIII : « Ad quem sepeliendum Romacharius Constantinae urbis episcopus aduenit. Magnus tunc omnes Rothomagensis ciues et praesertim seniores loci illius Francos meror obsedit. », c'est-à-dire « Romachaire, évêque de la ville de Coutances, vint l'ensevelir. Tous les citoyens de la ville de Rouen, et surtout les principaux parmi les Francs qui habitaient cette ville, furent alors remplis d'une grande douleur. ».